# Departamento Alto Río Mayo
Alto Río Mayo fue un departamento de la Zona Militar de Comodoro Rivadavia, Argentina, existente entre 1944 y 1955.
El departamento tenía una superficie de aproximadamente 2038 kilómetros cuadrados y su nombre se debía al tramo superior río homónimo que a su vez homenajea a Gregorio Mayo, miembro de la expedición de los Rifleros del Chubut. Su cabecera era Alto Río Mayo. Limitaba al norte con el departamento Alto Río Senguerr, al oeste con Chile, al sur con el departamento Los Huemules y al este con el departamento Río Mayo.
En el censo de 1947 tenía una población de 1019 habitantes, todos ellos registrados como población rural, de los cuales eran 597 hombres y 422 mujeres.
Desde 1955 forma parte del departamento Río Senguer de la provincia del Chubut.

## Parajes
- Alto Río Mayo
- Aldea Beleiro
- Doctor Ricardo Rojas
- Paso Roballos
- El Coyte
- Coyhaique Alto